# Armadillo Hill
Armadillo Hill är en kulle i Antarktis. Den ligger i Västantarktis. Argentina, Chile och Storbritannien gör anspråk på området. Toppen på Armadillo Hill är 1 778 meter över havet, eller 49 meter över den omgivande terrängen. Bredden vid basen är 1,8 km.
Terrängen runt Armadillo Hill är varierad. Trakten är obefolkad. Det finns inga samhällen i närheten.